# مدى ينابيع الرمال
عملية مدى ينابيع الرمال هو موقع مشروع المياه الضحلة وهو اختبار نووي تحت الأرض. كان مشروع المياه الضحلة بحجم 12 كيلوطن تم تفجيره على ارتفاع 1111 قدم (369 متر) تحت الأرض في 26 أكتوبر 1963. وبما أن المنطقة شهدت سلسلة من الزلازل الكبيرة في عام 1954 فيمكن مقارنة الآثار الزلزالية للأحداث للمساعدة في التمييز بين الطاقة النووية السوفيتية المستقبلية تحت الأرض. لم تتشكل أي فوهة سطحية وسيجد المراقب العادي أدلة قليلة على أن الحدث قد وقع.

## نبذة
مدى ينابيع الرمال هي سلسلة من جبال قصيرة تقع في غرب ولاية نيفادا بالولايات المتحدة داخل الحوض العظيم. يبلغ طولها حوالي 10 أميال (16 كم) وتقع في مقاطعة تشرشل. وهي تفصل آبار الملح (إلى الغرب) عن وادي فيرفيو (إلى الشرق).
يحتوي موقع مدى ينابيع الرمال أيضا على العديد من منشآت الرادار العسكرية الكبيرة. وترتبط هذه بمدى القصف في فيرفيو فالي ومجموعة الحروب الإلكترونية في وادي ديكسي ومحطة فالون الجوية البحرية.

## ارتفاع مدى ينابيع الرمال
أعلى قمة في سلسلة مدى ينابيع الرمال هي جبل كاسوك الكبير على ارتفاع 7150 قدم (2180 متر).